# 1976-os Formula–1 osztrák nagydíj
Az osztrák nagydíj volt az 1976-os Formula–1 világbajnokság tizenegyedik futama.
Ez volt az első Formula–1-es nagydíj, amelyet a Magyar Televízió élőben közvetített. Az elhúzódó futam utolsó körét a műsorrendhez ragaszkodva lekeverték, az ezt követő felháborodás azonban megmutatta, hogy az addig kevéssé ismert verseny mekkora érdeklődést váltott ki Magyarországon.

## Futam
A Ferrarik nem indultak, a hangosbemondó közölte a százezres közönséggel hogy Lauda jobban van és üdvözli a szurkolókat. Meglepetésre az Robin Hood-ra hasonlító vörös hajú és szakállas ír John Watson nyerte a versenyt, saját maga első és a Penske csapat egyetlen nagydíj győzelmét szerezte meg.
| Helyezés | #  | Versenyző                | Csapat/Motor       | Körök | Idő/Kiesés oka     | Rajthely | Pontszám |
| -------- | -- | ------------------------ | ------------------ | ----- | ------------------ | -------- | -------- |
| 1        | 28 | John Watson              | Team Penske-Ford   | 54    | 1:30:07,86         | 2        | 9        |
| 2        | 26 | Jacques Laffite          | Ligier-Matra       | 54    | + 10,79            | 5        | 6        |
| 3        | 6  | Gunnar Nilsson           | Lotus-Ford         | 54    | + 11,98            | 4        | 4        |
| 4        | 11 | James Hunt               | McLaren-Ford       | 54    | + 12,44            | 1        | 3        |
| 5        | 5  | Mario Andretti           | Lotus-Ford         | 54    | + 21,49            | 9        | 2        |
| 6        | 10 | Ronnie Peterson          | March-Ford         | 54    | + 34,34            | 3        | 1        |
| 7        | 12 | Jochen Mass              | McLaren-Ford       | 54    | + 59,45            | 12       |          |
| 8        | 24 | Harald Ertl              | Hesketh-Ford       | 53    | +1 kör             | 20       |          |
| 9        | 38 | Henri Pescarolo          | Surtees-Ford       | 52    | +2 kör             | 22       |          |
| 10       | 18 | Brett Lunger             | Surtees-Ford       | 51    | Baleset            | 16       |          |
| 11       | 39 | Alessandro Pesenti-Rossi | Tyrrell-Ford       | 51    | +3 kör             | 23       |          |
| 12       | 33 | Lella Lombardi           | Brabham-Ford       | 50    | +4 kör             | 24       |          |
| Kiesett  | 22 | Hans Binder              | Ensign-Ford        | 47    | Karburátor         | 19       |          |
| HN       | 32 | Loris Kessel             | Brabham-Ford       | 44    | Helyezés nélkül    | 25       |          |
| Kiesett  | 9  | Vittorio Brambilla       | March-Ford         | 43    | Baleset            | 7        |          |
| Kiesett  | 30 | Emerson Fittipaldi       | Fittipaldi-Ford    | 43    | Baleset            | 17       |          |
| Kiesett  | 8  | Carlos Pace              | Brabham-Alfa Romeo | 40    | Baleset            | 18       |          |
| Kiesett  | 17 | Jean-Pierre Jarier       | Shadow-Ford        | 40    | Üzemanyag pumpa    | 8        |          |
| Kiesett  | 19 | Alan Jones               | Surtees-Ford       | 30    | Baleset            | 15       |          |
| Kiesett  | 34 | Hans-Joachim Stuck       | March-Ford         | 26    | Üzemanyag rendszer | 11       |          |
| Kiesett  | 4  | Patrick Depailler        | Tyrrell-Ford       | 24    | Felfüggesztés      | 13       |          |
| Kiesett  | 20 | Arturo Merzario          | Wolf-Williams-Ford | 17    | Baleset            | 21       |          |
| Kiesett  | 16 | Tom Pryce                | Shadow-Ford        | 14    | Fék                | 6        |          |
| Kiesett  | 3  | Jody Scheckter           | Tyrrell-Ford       | 14    | Felfüggesztés      | 10       |          |
| Kiesett  | 7  | Carlos Reutemann         | Brabham-Alfa Romeo | 0     | Kuplung            | 14       |          |

## Statisztikák
Vezető helyen:
- John Watson: 45 (1-2 / 12-54)
- Ronnie Peterson: 8 (3-9 / 11)
- Jody Scheckter: 1 (10)

John Watson 1. győzelme, James Hunt 6. pole-pozíciója, 4. leggyorsabb köre.
- Team Penske egyetlen győzelme.